# Little Richard

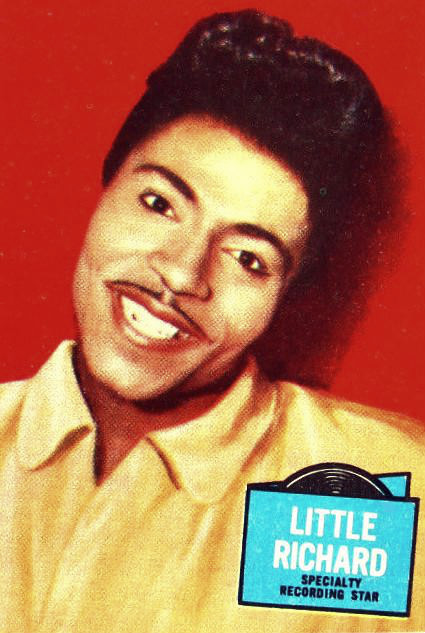
Little Richard w 1957 roku

Little Richard, właśc. Richard Wayne Penniman (ur. 5 grudnia 1932 w Macon, zm. 9 maja 2020 w Nashville) – amerykański piosenkarz rockandrollowy, pianista, osobowość sceniczna, pastor.
Był jednym z pionierów rock and rolla. Sam określał siebie jako „architekta” tej muzyki, twierdząc, że wynalazł ją jako mieszankę bluesa i boogie-woogie. Był jedną z najbardziej charyzmatycznych osobowości wczesnego rocka, a grana przez niego muzyka charakteryzowała się olbrzymią energią i ekspresją, dominowało w niej także brzmienie fortepianu i krzykliwy śpiew. Do jego największych przebojów, które stały się standardami w ramach gatunku, należą: Tutti Frutti (1955), Long Tall Sally (1956) i Good Golly Miss Molly (1956). Wszystkie te utwory znalazły się w pierwszej setce liście 500 utworów wszech czasów magazynu Roling Stone na miejscach odpowiednio – 43, 55 i 94. Występował m.in. z młodym Jimim Hendrixem, gdy ten grał w akompaniującym mu zespole.
Był też inicjatorem zjawiska przepychu w rock and rollu. Nosił fantazyjne ubrania, używał makijażu. Można go uważać za prekursora stylu glam rock. 
W 1977 rzucił rock ’n' roll i sprzedawał Biblię, ale po kilku latach wrócił do rock ’n' rolla i próbował pogodzić ze sobą dwa zawody: kaznodziei i muzyka. W 1986 został wprowadzony do Rock and Roll Hall of Fame.
Był gejem.

## Dyskografia
- Here's Little Richard (1957)
- Little Richard (1958)
- The Fabulous Little Richard (1958)
- Pray Along with Little Richard (1960)
- Pray Along with Little Richard (Vol 2) (1960)
- The King of the Gospel Singers (1962)
- Little Richard Is Back (And There's A Whole Lotta Shakin' Goin' On!) (1964)
- Little Richard's Greatest Hits (1965)
- The Incredible Little Richard Sings His Greatest Hits - Live! (1967, live)
- The Wild and Frantic Little Richard (1967, kompilacja)
- The Explosive Little Richard (1967)
- Little Richard's Greatest Hits: Recorded Live! (1967, live)
- The Rill Thing (1970)
- Mr. Big (1971, kompilacja)
- The King of Rock and Roll (1971)
- Friends from the Beginning – Little Richard and Jimi Hendrix (1972, kompilacja)
- The Second Coming (1972)
- Right Now! (1974)
- Talkin' 'bout Soul (1974, kompilacja)
- Little Richard Live (1976)
- God's Beautiful City (1979)
- Lifetime Friend (1986)
- Shake It All About (1992)
- Little Richard Meets Masayoshi Takanaka (1992)
- Southern Child (2005, nagrany w 1972)